# Wolfsmelkgraafwants
De wolfsmelkgraafwants (Cydnus aterrimus) is een wants uit de familie graafwantsen (Cydnidae). De soort werd voor het eerst wetenschappelijk beschreven door Johann Georg Adam Forster in 1771. 

## Uiterlijke kenmerken
De wolfsmelkgraafwants is zwart gekleurd met een melkachtig wit membraan. Ze verschillen van familieleden door de gegolfde achterrand van het Corium (het middelste deel van de dekvleugel, dat overgaat in het membraan).
De lengte is 8 tot 11 mm.

## Verspreiding en habitat
De wolfsmelkgraafwants komt voor in delen van Zuid- en Centraal-Europa. In Nederland is de soort zeldzaam.

## Leefwijze
De wantsen leven verscholen tussen de wortels van hun voedselgewas wolfsmelk (Euphorbia). 

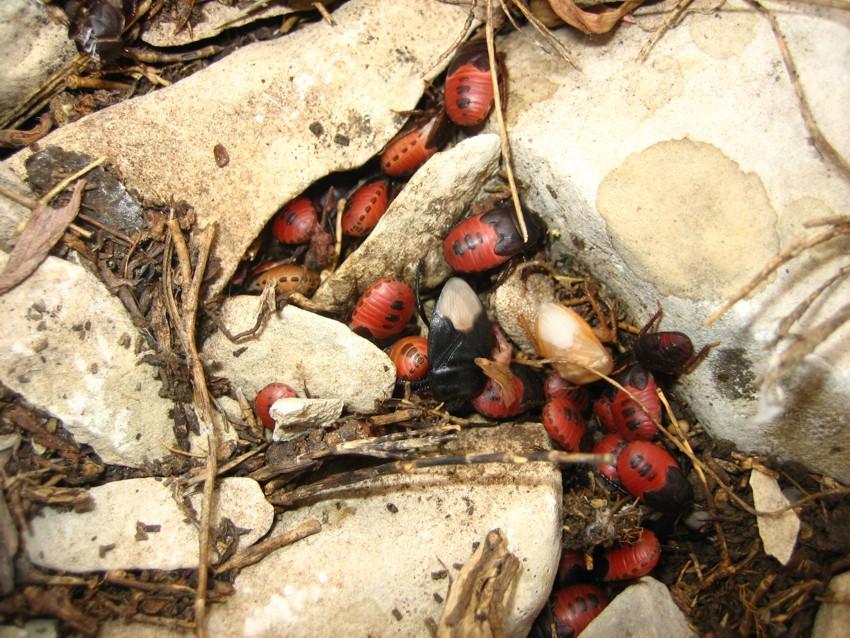
Wolfsmelkgraafwants (Cydnus aterrimus), adult en nimfen.